# Что-то зазвенело (рассказ)
«Что-то зазвенело» — фантастический рассказ с оттенками сатиры русского прозаика Владимира Орлова о роковой любви останкинского домового. Написан в 1971 году в стиле «мистического реализма», как его определил автор.

## Сюжет
Москва 1970-х. Останкинский домовой Иван Афанасьевич был влюблён в молодую женщину из соседнего дома Екатерину Ивановну. На одном из заседаний лешачьего клуба он пытался договориться с домовым её дома о помощи, но в результате спора, чья возлюбленная лучше — Катенька или гипсовая статуя в Останкинском парке — Иван Афанасьевич в гневе ударил соседского домового табуреткой по голове. Товарищеский суд в наказание запретил Ивану Афанасьевичу видеть Катеньку. Однако, наперекор всему Иван Афанасьевич решил, как уже давно планировал, идти в кино, где будет его возлюбленная, чтобы увидеть её. Несмотря на козни соседского домового и доброжелателя, который пытался спасти его от грозящего развеяния по ветру, Иван Афанасьевич всё же встретился с ней и с удивлением узнал, что она его знает и считает хорошей приметой встретить его утром. Вернувшись домой с подаренным возлюбленной зелёным мандарином, он долго любовался на него, пока не превратился в нечто прозрачное, звенящее и зелёное, что взмыло к небу и полетело к Сокольникам на удивление окрестным жителям…

## История создания
В 1970-х годах Владимира Орлова практически не печатали. Публикация романа «Происшествие в Никольском» в «Новом мире» тянулась 2 года, набор рассыпали по соображениям цензуры и произведение появилось лишь в 1976 году, «просветленно-изуродованное цензурой». Рассказ «Что-то зазвенело» был написан в этот период. Владимир Орлов пишет про появление рассказа:
«Происшествие в Никольском» — бытовая драма. Когда я писал «Происшествие…», некие свойства моей натуры (воображение, скажем), видимо, были угнетены и требовали освобождения и выхода. И я неожиданно для себя написал фантастический рассказ о любви останкинского домового (жил я уже в Останкине). Рассказ, к сожалению, был опубликован лишь через шестнадцать лет.
.

## Персонажи
- Иван Афанасьевич — останкинский домовой
- Екатерина Ивановна, Катенька — возлюбленная Ивана Афанасьевича, сотрудница НИИ
- Георгий Николаевич — домовой в доме Екатерины Ивановны
- Артём Лукич — домовой с наколками
- Велизарий Аркадьевич — «высокодуховный» домовой
- Федот Сергеевич — бывший домовой снесённых палат дьяка Суровегина
- Василий Михайлович — старейший лешачьего клуба
- Константин Игнатьевич — домовой с Таганки